# 鳥山八幡宮
鳥山八幡宮（とりやまはちまんぐう）は、神奈川県横浜市港北区鳥山町にある神社。
正式名称は単なる八幡宮（はちまんぐう）である。
現在は神奈川区東神奈川にある熊野神社（神奈川熊野神社）の兼務社となっている。

## 概要
創建は不詳だが、鎌倉幕府開府の頃に、佐々木高綱の所領で鎮守として祀ったのが起源と伝えられる。
明治6年（1873年）、村社に列せられる。大正15年（1926年）に神饌幣帛料供進社に指定された。

## 祭神
- 誉田別命（応神天皇）

## 境内社
- 弁天社